# Skigebiet Przemyśl

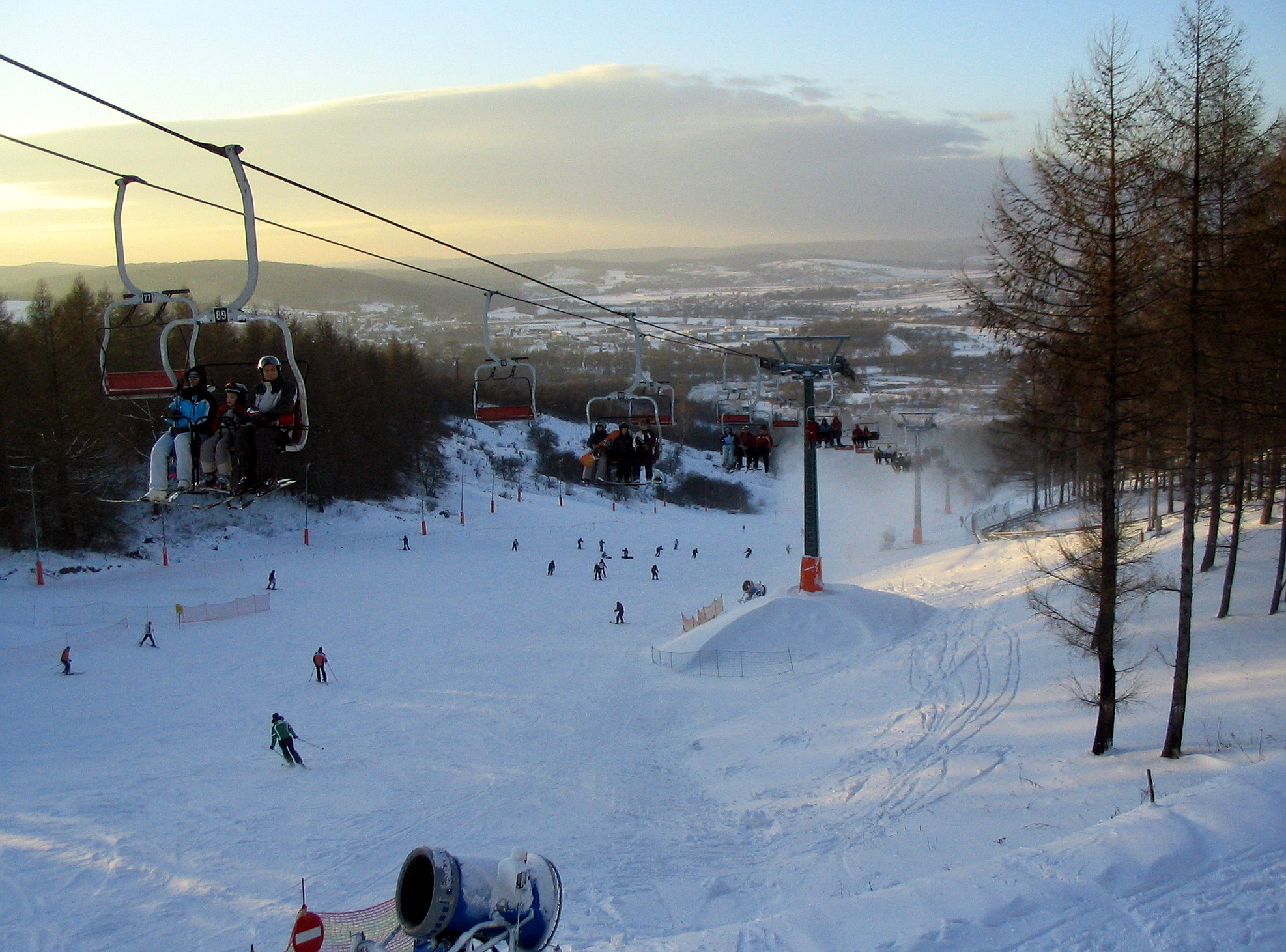
Skilift

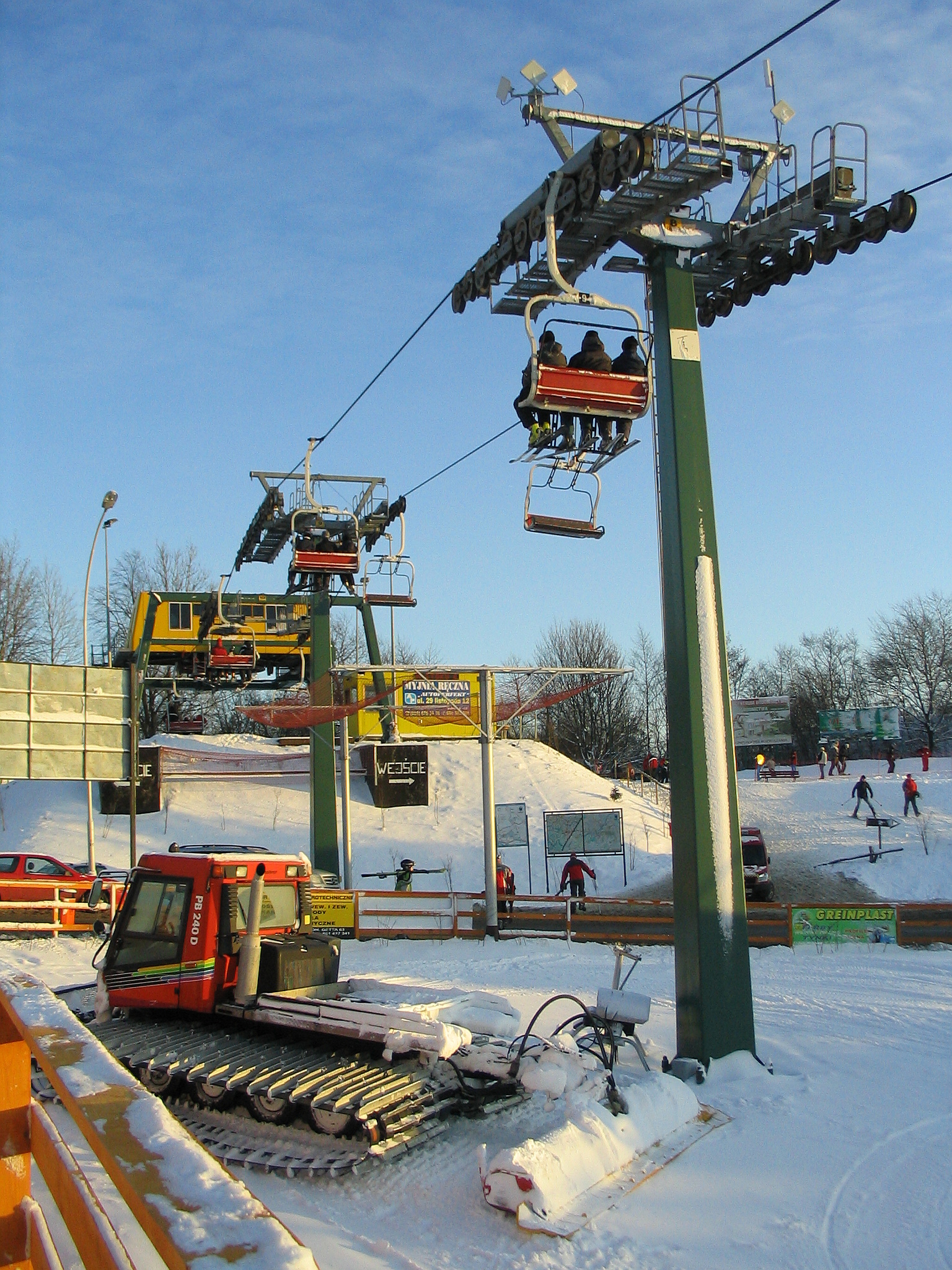
Obere Station

Das Skigebiet Przemyśl liegt auf den Nordhängen der Zniesienie in dem polnischen Gebirgszug der Pogórze Przemyskie (Waldkarpaten) westlich vom Zentrum der kreisfreien Stadt Przemyśl in der Woiwodschaft Karpatenvorland. Es befindet sich in der Nähe der Landesstraße 28. Das Skigebiet wird von der Stadt Przemyśl betrieben. Das Skigebiet befindet sich am Schlosspark in Przemyśl und ist mit dem Pkw erreichbar. An der unteren und oberen Station gibt es Parkplätze und mehrere Restaurants.

## Lage
Der Höhenunterschied der Pisten beträgt etwa 110 Meter. Es gibt eine blaue und zwei grüne Pisten. Die Gesamtlänge der Pisten beträgt etwa 2,9 Kilometer. Die längste Piste ist etwa 1,2 Kilometer lang.

## Beschreibung

### Skilifte
Im Skigebiet gibt es zwei Sessellifte und einen Tellerlift. Die Skilifte führen von Przemyśl auf den Westhang der Pogórze Przemyskie.
| Name | Art        | Hersteller | Breite Personen | Länge (m) | Zeit (min) | Höhenunterschied (m) | Personen pro Stunde | Obere Station | Obere Station | Untere Station | Untere Station | Vmax (m/s) |
| Name | Art        | Hersteller | Breite Personen | Länge (m) | Zeit (min) | Höhenunterschied (m) | Personen pro Stunde | Ort           | Höhe (m üNN)  | Ort            | Höhe (m üNN)   | Vmax (m/s) |
| ---- | ---------- | ---------- | --------------- | --------- | ---------- | -------------------- | ------------------- | ------------- | ------------- | -------------- | -------------- | ---------- |
| KL1  | Sessellift |            | 2               | 270       |            | 39                   | 1050                |               |               |                |                |            |
| KL2  | Sessellift |            | 3               | 740       |            | 110                  |                     |               |               |                |                |            |
|      | Tellerlift |            | 1               |           |            |                      |                     |               |               |                |                |            |

### Skipisten
Von den Bergen führen drei Skipisten ins Tal.
| Name | Schwierigkeit | Start | Start        | Ziel | Ziel         | Länge (m) | Höhenunterschied (m) | Neigung (%) | Licht | Kunstschnee | FIS    | FIS | Anmerkungen |
| Name | Schwierigkeit | Name  | Höhe (m üNN) | Name | Höhe (m üNN) | Länge (m) | Höhenunterschied (m) | Neigung (%) | Licht | Kunstschnee | Nummer | bis | Anmerkungen |
| ---- | ------------- | ----- | ------------ | ---- | ------------ | --------- | -------------------- | ----------- | ----- | ----------- | ------ | --- | ----------- |
|      | Blau          |       |              |      |              | 830       |                      |             | Ja    | Ja          |        |     |             |
|      | Grün          |       |              |      |              | 820       |                      |             | Ja    | Ja          |        |     |             |
|      | Grün          |       |              |      |              |           |                      |             | Ja    | Ja          |        |     |             |